# Wilson Tucker
Arthur Wilson "Bob" Tucker (23 de noviembre de 1914 - 6 de octubre de 2006) fue un escritor estadounidense especializado en misterio, literatura fantástica y ciencia ficción.
Como fan, se implicó en el mundo de la ciencia ficción a partir de 1932 y publicó su primer relato en 1941. Sin embargo, y aunque era un fan activo, siempre vio la ciencia ficción como una afición, no como un medio de vida: fuera de la literatura trabajó como proyeccionista y electricista de teatros.

## Obra
Como ya se ha dicho, buena parte de la obra de Wilson Tucker tuvo lugar como fan. En 1932 editó el fanzine Planetoid y desde 1938 hasta 1975 Le Zombie (del que se editaron más de sesenta números). En 1941 publicó Interestelar Way Station el primero de los veinticinco relatos y la docena de novelas que publicó hasta 1979 (probablemente su novela más famosa sea El año del sol tranquilo). También es el creador de la expresión ópera espacial y el iniciador de la práctica de utilizar nombres y/o apellidos de personas reales para nombrar a personajes de una novela o relato, práctica que ha dado en llamarse tuckerización.

### Novelas
- Charles Home mysteries (cinco, 1946 to 1951)
- The Chinese Doll (1946)
- The City in the Sea (1951)
- The Long Loud Silence (1952)
- The Time Masters (1953, revisado en 1971)
- Wild Talent (1954) (también conocido como Man from Tomorrow, 1955)
- Time: X (1955)
- Time Bomb (1955) (Tomorrow Plus X)
- The Lincoln Hunters (1958)
- To the Tombaugh Station (1960)
- A Procession of the Damned (1965)
- El año del sol tranquilo (1970)
- This Witch (1971)
- Ice and Iron (1974)
- Resurrection Days (1981)

### Historias
- The Princess of Detroit, Future Science Fiction (junio de 1942)
- The Planet King (1959)
- The Best of Wilson Tucker (Timescape, 1982) (colección)

### No-ficción
- The Neo-Fan's Guide To Science Fiction Fandom (ocho ediciones, 1955 a 1996)

## Premios

### Obtenidos
- 1951: Premio Retro Hugo al mejor fanzine
- 1954: Premio Retro Hugo al mejor escritor fan
- 1970: Premio Hugo al mejor escritor fan
- 1976: Premio John W. Campbell Memorial por El año del sol tranquilo (premio especial retrospectivo, el premio habitual quedó desierto)
- 1986: Premio Skylark por su contribución a la ciencia ficción
- 2004: Incluido en el Salón de la Fama de la Ciencia Ficción

### Finalista
1970: Premio Nébula de novela por El año del sol tranquilo.